# Amaury Duval (historien)
Ne doit pas être confondu avec son fils, le peintre Amaury-Duval
Pour les articles homonymes, voir Amaury Duval et Duval.
Charles-Alexandre-Amaury Pineux, dit Amaury Duval (28 janvier 1760 à Rennes - 12 novembre 1838 à Paris), est un diplomate, historien, archéologue et homme de lettres français.

## Biographie
Après avoir été avocat au parlement de Bretagne de 1779 à 1785, il est secrétaire d'ambassade à Naples en 1785, secrétaire de légation à Rome en 1792. Après la fuite de la communauté française des états pontificaux conséquente à l'assassinat de Nicolas-Jean Hugou de Bassville, il est nommé à Malte en 1793. De 1792 à 1800, il est chef de bureau au ministère de l'Intérieur. En 1794, il entre à la Décade philosophique, littéraire et politique, devenue ensuite la Revue philosophique et fusionnée avec le Mercure de France en 1807. En 1811, il est élu membre de l'Académie des inscriptions et belles-lettres.
Auteur de plusieurs ouvrages historiques sur la ville de Paris, il s'intéresse par ailleurs au système d'éducation de Pestalozzi et traduit de l'italien Lazzaro Spallanzani et Urbano Lampredi. Il publie des éditions de Montaigne et de Pierre Charron et collabore au Théâtre complet des Latins, paru en 15 volumes entre 1820 et 1823, ainsi qu'à l'Histoire littéraire de la France, ouvrage commencé par des religieux Bénédictins de la Congrégation de Saint-Maur et continué par des membres de l'Institut, paru en 32 volumes entre 1833 et 1898.
Il est frère de l'auteur dramatique Alexandre Duval et l'un de ses deux fils est le peintre Amaury-Duval.

### Opposition à l'esclavage
Il s'engage contre le rétablissement de l'esclavage par Napoléon
après son coup d'Etat de 1799, quand la « la censure et la propagande officielle » du nouveau régime « imposent une idéologie massivement inégalitaire », à une opinion publique souvent hostile, selon les rapports de police, via de nombreux articles de presse, brochures et gros ouvrages souhaitant rejeter l'apport des Lumières, « ouvertement au profit de théories pseudoscientifiques visant à classer et hiérarchiser » les « races » humaines, « tout en proclamant hautement la vocation » des « êtres supérieurs » à « civiliser » les autres hommes, selon les analyses détaillées des publications de l'époque réunies par l'historien Yves Benot dans un livre de 1992.
Au même moment se manifeste la persistance de « pôles de résistance », à la censure, émanant d'anti-esclavagistes, pas seulement les plus connus comme l'abbé Henri Grégoire mais aussi d'autres libéraux plus modérés incluant aussi Pierre-Louis Ginguené, Jean-Baptiste Say, Joseph-Marie de Gérando, Dominique Dufour de Pradt et Antoine Destutt de Tracy,.

## Principaux ouvrages
- Paris et ses monuments, mesurés, dessinés et gravés par Baltard, architecte, avec des descriptions historiques par le citoyen Amaury-Duval (1803-05)
- Un songe d'Alexandre, fragment d'un poëme d'Arrien, retrouvé et publié par Amaury Duval (1810)
- Les Fontaines de Paris anciennes et nouvelles, ouvrage contenant 60 planches dessinées et gravées au trait, par M. Moisy, accompagnées de descriptions historiques et de notes critiques et littéraires, par M. Amaury Duval (1812)
- Nouvel Elysée, ou projet de monument à la mémoire de Louis XVI et des plus illustres victimes de la Révolution, J.G. Dentu, Paris 1814, 20 pages Lire en ligne
- Mémoires historiques, politiques et littéraires sur le royaume de Naples par M. le comte Grégoire Orloff, publiés avec des notes et additions par Amaury Duval (5 volumes, 1819-31)
- Monuments des arts du dessin chez les peuples tant anciens que modernes, recueillis par le Baron Vivant Denon, pour servir à l'histoire des arts, lithographiés par ses soins et sous ses yeux, décrits et expliqués par Amaury Duval (4 volumes, 1829)
- L'Évêque Gozlin ou le Siège de Paris par les Normands. Chronique du IXe siècle (2 volumes, 1832)